# 霍普富爾 (阿拉巴馬州)
霍普富爾（英語：Hopeful）是一個位於美國阿拉巴馬州塔拉迪加縣的非建制地區。該地的面積和人口皆未知。

## 地理
霍普富爾的座標為33°29′38″N 85°54′45″W / 33.49389°N 85.91250°W，而該地的平均海拔高度為248米（即814英尺）。